# Гунсунь Лун
Гунсунь Лун (*公孙龙, 320 до н. е. —250 до н. е.) — стародавньокитайський філософ часів Чжаньго, провідний представник представник «школи імен» (мінзя) і традиції бянь (еристика, діалектика, софістика).

## Життя та філософія
Про родино відомо замало. Народився у царстві Чжао. Стосовно його особистого життя або кар'єри немає відомостей.
З творів Гунсунь Луна збереглося кілька текстів у формі діалогів і серій дефініцій, що складають п'ять із шести глав трактату «Гунсунь Лун-цзи», який дійшов до тепер у коментованому виданні Сє Сішеня (X–XI ст.).
Гунсунь Лун підкреслював абсолютність і сталість світу. Будучи пацифістом і прихильником «загальної любові» (цзяньай), він розвинув ерістичний аспект своєї теорії, розраховуючи шляхом доказового переконання запобігати військовим конфліктам.
Світ, згідно Гунсуню, складається з окремих «речей», яким притаманні незалежні різнорідні якості, що сприймаються різними органами почуттів і синтезовані «духом» (шень). Те, що робить «річ» такою, є її існування як конкретної реалії, яка повинна отримати однозначне ім'я. Проголошений ще Конфуцієм ідеал однозначної відповідності «імен» і «реалій» зумовив появу знаменитого тези Гунсунь Луна: «Білий кінь не є кінь» (байма фейма), що виражає відмінність «імен» «білий кінь» і «кінь». Ця теза свідчить про співвіднесення «імен» не по ступеню спільності понять, а за кількісними параметрами денотатів. Гунсунь Лун розглядав знаки так само натуралістично, як об'єкти, що представляються ними. Це відображає його афоризм «У півня три ноги», що припускає дві фізичні ноги і слово «нога».
У загальному вигляді проблему референції Гунсунь Лун вирішував за допомогою найбільш оригінальною в його системі категорії «чжи» («палець», номинативна вказівка), що визначається дослідниками вкрай різноманітно: «універсалія», «атрибут», «ознака», «визначення», «знак». Гунсунь Лун розкривав зміст чжи в парадоксальних характеристиках: світ як всі безліч речей підлягає чжи, оскільки будь-яка річ доступна номинативній вказівці, проте цього не можна сказати про світ як єдине ціле (Піднебесну).

## Парадокси
Гунсунь Луну приписується низка парадоксальних афоризмів. Деякі з них нагадують апорії Зенона Елейського: «У стрімкому польоті стріли є момент відсутності і руху, і зупинки»; «Якщо від палиці завдовжки в один чі щодня віднімати половину, це не завершиться і через 10 тис. поколінь».